# Fabrizio Galliari
Fabrizio Galliari (Andorno Micca, 28 settembre 1709 – Treviglio, 11 luglio 1790) è stato un pittore e scenografo italiano.

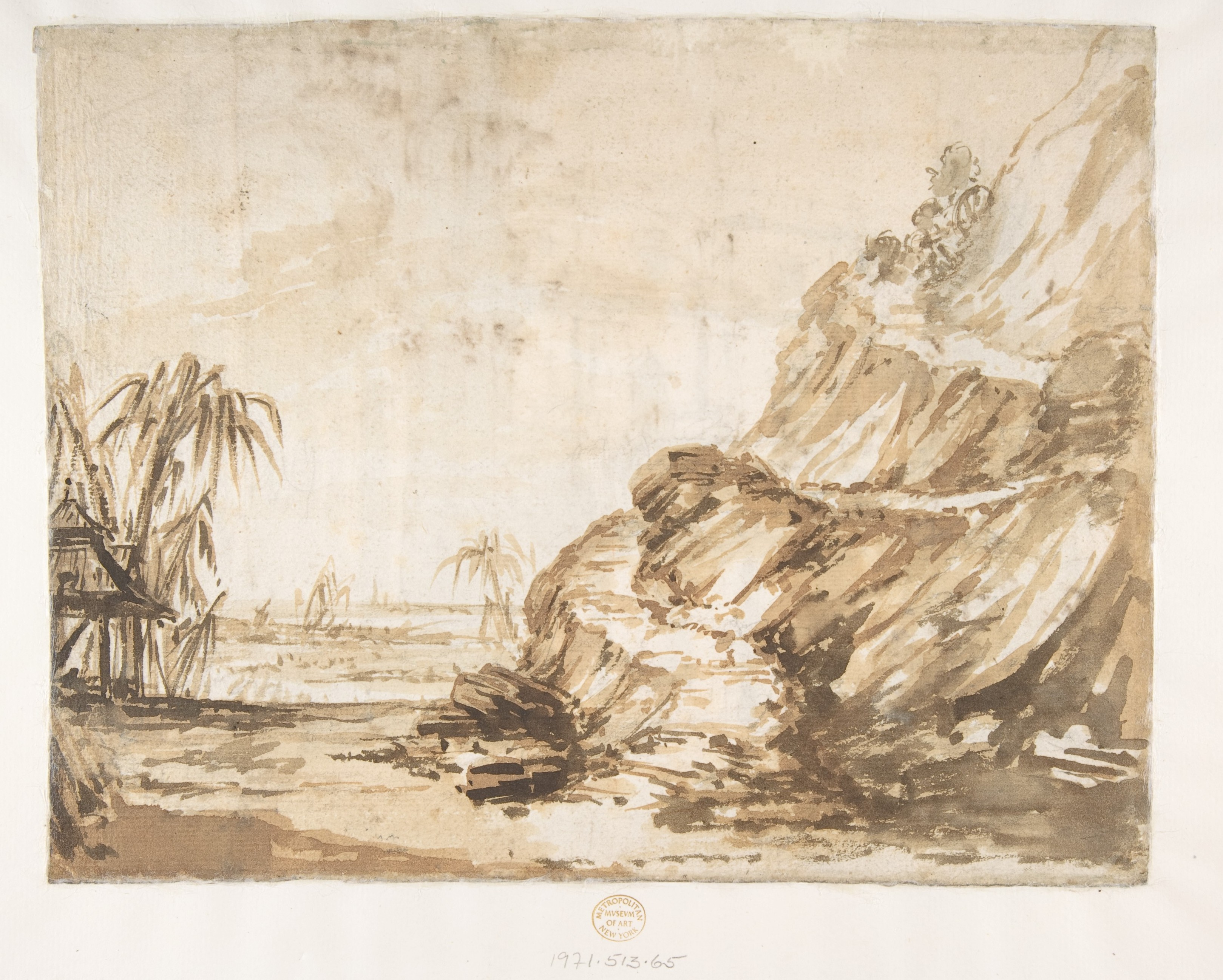

Assieme a Giovanni Antonio e a Bernardino fu tra gli esponenti della bottega pittorica dei fratelli Galliari attiva nel XVIII secolo nel campo della scenografia di stile barocco nei maggiori teatri europei.
Si distinse per la qualità delle prospettive e nelle 'quadrature', oltre alla decorazione caratterizzata dalla sgretolazione degli effetti illusionistici di derivazione barocca in puro gioco di fantasia.